# Ginástica artística nos Jogos Pan-Americanos de 2015 - Salto masculino
A competição do salto masculino foi um dos eventos da ginástica artística nos Jogos Pan-Americanos de 2015. Foi disputada no Toronto Coliseum no dia 15 de julho. 

## Calendário
Horário local (UTC-4).
| Data        | Horário | Fase  |
| ----------- | ------- | ----- |
| 15 de julho | 13:35   | Final |

## Medalhistas
| Ouro   | CUB Manrique Larduet    |
| Prata  | USA Donnell Whittenburg |
| Bronze | BRA Caio Souza          |

## Resultados

### Qualificação
| Pos. | Ginasta                 | Salto 1 | Salto 2 | Média  | Notas |
| ---- | ----------------------- | ------- | ------- | ------ | ----- |
| 1    | BRA Caio Souza          | 15.200  | 15.250  | 15.225 | Q     |
| 2    | CUB Manrique Larduet    | 15.200  | 14.700  | 14.950 | Q     |
| 3    | BRA Arthur Mariano      | 15.100  | 14.700  | 14.900 | Q     |
| 4    | USA Donnell Whittenburg | 14.900  | 14.850  | 14.875 | Q     |
| 5    | CUB Alberto Leyva       | 15.250  | 14.350  | 14.800 | Q     |
| 6    | USA Paul Ruggeri        | 14.900  | 14.700  | 14.800 | Q     |
| 7    | CAN Scott Morgan        | 14.950  | 14.600  | 14.775 | Q     |
| 8    | GUA Jorge Vega Lopez    | 14.400  | 15.100  | 14.750 | Q     |
| 9    | CRC Tarik Soto Byfield  | 14.600  | 14.150  | 14.375 | R     |
| 10   | MEX Javier Cervantes    | 14.750  | 13.350  | 14.050 | R     |
| 11   | DOM Audrys Nin Reyes    | 13.800  | 13.950  | 13.875 | R     |

### Final
| Pos.              | Ginasta                 | Salto 1 | Salto 2 | Média  | Notas |
| ----------------- | ----------------------- | ------- | ------- | ------ | ----- |
| Medalha de ouro   | CUB Manrique Larduet    | 15.200  | 15.050  | 15.125 |       |
| Medalha de prata  | USA Donnell Whittenburg | 15.075  | 14.850  | 14.962 |       |
| Medalha de bronze | BRA Caio Souza          | 14.725  | 15.125  | 14.925 |       |
| 4                 | GUA Jorge Vega Lopez    | 14.800  | 14.750  | 14.775 |       |
| 5                 | USA Paul Ruggeri        | 14.725  | 14.700  | 14.712 |       |
| 6                 | CAN Scott Morgan        | 14.325  | 14.825  | 14.575 |       |
| 7                 | BRA Arthur Mariano      | 14.700  | 13.475  | 14.087 |       |
| 8                 | CUB Alberto Leyva       | 13.475  | 14.375  | 13.925 |       |